# Ytv MyDo!
ytv MyDo!（ワイティーヴィーまいど）は、近畿広域圏の日本テレビ系列 (NNN・NNS) の準キー局である読売テレビ放送 (ytv) が運営するインターネットを利用したビデオ・オン・デマンド (VOD) 事業、無料動画配信サービスの名称。ytvが制作し、NNN系列全国ネットもしくは関西ローカルで放送されたテレビドラマやアニメ・バラエティ・ドキュメンタリー、情報番組の一部などを配信している。

## 概要
名称は、「マイ動画」と大阪弁の「まいど!」を掛け合わせたものである。視聴は公式ウェブサイトのほか、App StoreおよびGoogle Playで展開される公式アプリや、TVer、GYAO!での見逃し配信視聴が可能となっている。また「ytvオンデマンド」の名称でHuluやU-NEXTなどの動画サービスに番組が配給されている。
近畿広域圏の準キー局の動画配信サービスでは、カンテレドーガ（旧・関西テレビおんでま）、MBS動画イズム（旧・MBSオンデマンド）に続いて3例目となる。

## 歴史
- 2015年12月14日 - ytvがトライアル開始を発表[1]。
- 2016年1月8日 - サービス開始。